# 요시다 세이코
요시다 세이코(일본어: 吉田 聖子 よしだ せいこ[*], 1986년 3월 15일 ~ )는 마우스 프로모션 소속인 일본의 여성 성우. 니가타현 출신.